# Наугольная башня (Тула)
Науго́льная ба́шня — одна из башен Тульского кремля, построенного в 1514—1520 годах.

## История
Наугольной или Наугольной к реке, башня стала называться, потому что она ближе остальных подходит к реке Упе. В древности в ней размещался торговый склад. В описях 1685 года эта башня ещё называлась «Угольной против мясного ряду», так как с наружной стороны Тульского кремля были устроены деревянные торговые ряды, где торговали мясом. После размещения в 1899 году на территории кремля электростанции Наугольная башня была приспособлена под торговый склад.
До 2013 года была единственной башней в Тульском кремле, которая оставалась неотреставрированной. У неё отсутствовал шатёр и перекрытия, а вдобавок в ней имелась крупная трещина. Ранее реставрация не производилась из-за невозможности пройти к ней в связи с примыкающей к ней и отрезающей башню от общего ансамбля кремля первой городской электростанции, построенной в 1900 году. На сегодняшний день электростанция выведена из кремля. Подход к башне открыт.